# Melocactus stramineus
Melocactus stramineus ist eine Pflanzenart aus der Gattung Melocactus in der Familie der Kakteengewächse (Cactaceae). Das Artepitheton Melocactus stramineus stammt aus dem Lateinischen, bedeutet ‚strohgelb‘ und verweist auf die Bedornung der Art.

## Beschreibung
Melocactus stramineus wächst mit mittel- bis dunkelgrünen bis grau-glauken, niedergedrückt kugelförmigen bis kurz zylindrischen Trieben, die bei Durchmessern von 9,5 bis 25 Zentimetern Wuchshöhen von 15 bis 18 Zentimeter erreichen. Es sind zehn bis 18 etwas scharfkantige, gerade oder etwas gehöckerte Rippen vorhanden. Die grauen oder rotbraunen bis braunen Dornen werden im Alter manchmal schwarz. Sie sind kaum in Mittel- und Randdornen zu gliedern. Die ein bis vier Mitteldornen sind 3 bis 4 Zentimeter lang. Die fünf bis zwölf Randdornen sind 3 bis 4,5 Zentimeter lang. Die untersten von ihnen sind am längsten. Das aus zahlreichen leuchtend roten bis rotbraunen Borsten bestehende Cephalium wird bis zu 12,7 Zentimeter hoch und weist Durchmesser von 8 Zentimeter auf. Es ist mindestens so breit wie der halbe Triebdurchmesser.
Die aus dem Cephalium herausragenden Blüten weisen Durchmesser von 1 bis 1,4 Zentimeter auf. Die magentaroten Früchte sind 3 bis 3,4 Zentimeter lang.

## Verbreitung, Systematik und Gefährdung
Melocactus stramineus ist auf Aruba verbreitet.
Die Erstbeschreibung erfolgte 1886 durch Willem Frederik Reinier Suringar. Ein nomenklatorisches Synonym ist Melocactus macracanthos subsp. stramineus (Suringar) Guiggi (2010).
In der Roten Liste gefährdeter Arten der IUCN wird die Art als „Endangered (EN)“, d. h. als stark gefährdet geführt.

## Nachweise